# Близикуће
Близикуће је насељено мјесто у општини Будва у Црној Гори. Према попису из 2023. било је 18 становника.

## Историја
Стјепан Митров Љубиша родио се у Будви, у Боци Которској, последњег дана месеца фебруара 1824. године. О племену његову казује нам сам Љубиша у својој аутобиографији ово: "Почетком XI. стољећа шљегља су у приморје с крај ријеке Љубишњице из Херцеговине два брата близанца, што су се смјестили усред Паштровића и ту ударили темељ селу Близикуће, гдје и дан данашњи племе Љубишино станује. Кад је године 1343. Лудовик краљ угарски посјекао на вјеру 1400 Паштровића за Голијем Врхом... на тој крвавој шјеци пало је обезглављено 120 Љубиша... Од овога племена бивало је у разним временима оглашенијех људи, свештеника и помораца... Митар Љубиша, отац Стефанов а син Лукше тајника општине паштровске, провео је мал не читав вијек на мору..."

## Демографија
У насељу Близикуће живи 0 пунолетних становника, а просечна старост становништва износи 0 година (0 код мушкараца и 0 код жена). У насељу има 0 домаћинстава, а просечан број чланова по домаћинству је 0.
Ово насеље нема више становника (према попису из 2003. године).
|  |

| Демографија-- | Демографија-- | Демографија-- |
| Година        | Становника    | Становника    |
| ------------- | ------------- | ------------- |
|               |               |               |
|               |               |               |
|               |               |               |
|               |               |               |
| 1948.         | 44            |               |
| 1953.         | 29            |               |
| 1961.         | 28            |               |
| 1971.         | 33            |               |
| 1981.         | 17            |               |
| 1991.         | 17            | 17            |
| 2003.         | 0             | 0             |
|               |               |               |

| Година пописа     | 1948. | 1953. | 1961. | 1971. | 1981. | 1991. | 2003. |
| ----------------- | ----- | ----- | ----- | ----- | ----- | ----- | ----- |
| Број домаћинстава | 13    | 11    | 11    | 12    | 6     | 7     | 0     |

| Број чланова      | 1 | 2 | 3 | 4 | 5 | 6 | 7 | 8 | 9 | 10 и више | Просек |
| ----------------- | - | - | - | - | - | - | - | - | - | --------- | ------ |
| Број домаћинстава | 0 | 0 | 0 | 0 | 0 | 0 | 0 | 0 | 0 | 0         | 0      |

| Пол    | Укупно | Неожењен/Неудата | Ожењен/Удата | Удовац/Удовица | Разведен/Разведена | Непознато |
| ------ | ------ | ---------------- | ------------ | -------------- | ------------------ | --------- |
| Мушки  | 0      | 0                | 0            | 0              | 0                  | 0         |
| Женски | 0      | 0                | 0            | 0              | 0                  | 0         |
| УКУПНО | 0      | 0                | 0            | 0              | 0                  | 0         |

| Пол    | Укупно                    | Пољопривреда, лов и шумарство | Рибарство                            | Вађење руде и камена | Прерађивачка индустрија       |
| ------ | ------------------------- | ----------------------------- | ------------------------------------ | -------------------- | ----------------------------- |
| Мушки  | 0                         | 0                             | 0                                    | 0                    | 0                             |
| Женски | 0                         | 0                             | 0                                    | 0                    | 0                             |
| УКУПНО | 0                         | 0                             | 0                                    | 0                    | 0                             |
| Пол    | Производња и снабдевање   | Грађевинарство                | Трговина                             | Хотели и ресторани   | Саобраћај, складиштење и везе |
| Мушки  | 0                         | 0                             | 0                                    | 0                    | 0                             |
| Женски | 0                         | 0                             | 0                                    | 0                    | 0                             |
| УКУПНО | 0                         | 0                             | 0                                    | 0                    | 0                             |
| Пол    | Финансијско посредовање   | Некретнине                    | Државна управа и одбрана             | Образовање           | Здравствени и социјални рад   |
| Мушки  | 0                         | 0                             | 0                                    | 0                    | 0                             |
| Женски | 0                         | 0                             | 0                                    | 0                    | 0                             |
| УКУПНО | 0                         | 0                             | 0                                    | 0                    | 0                             |
| Пол    | Остале услужне активности | Приватна домаћинства          | Екстериторијалне организације и тела | Непознато            | Непознато                     |
| Мушки  | 0                         | 0                             | 0                                    | 0                    | 0                             |
| Женски | 0                         | 0                             | 0                                    | 0                    | 0                             |
| УКУПНО | 0                         | 0                             | 0                                    | 0                    | 0                             |